# Du lịch quốc tế

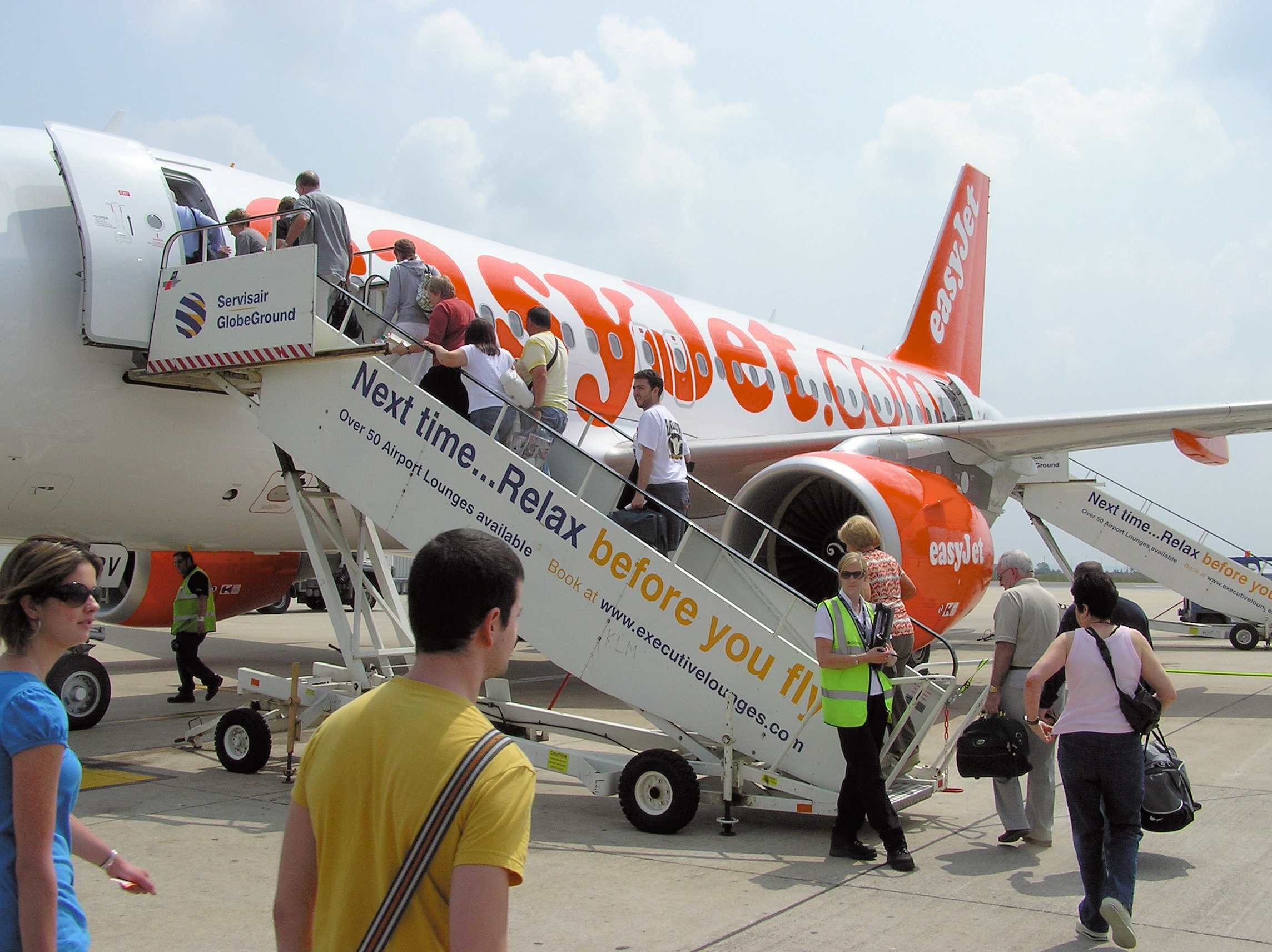
Du khách quốc tế trong một chuyến bay

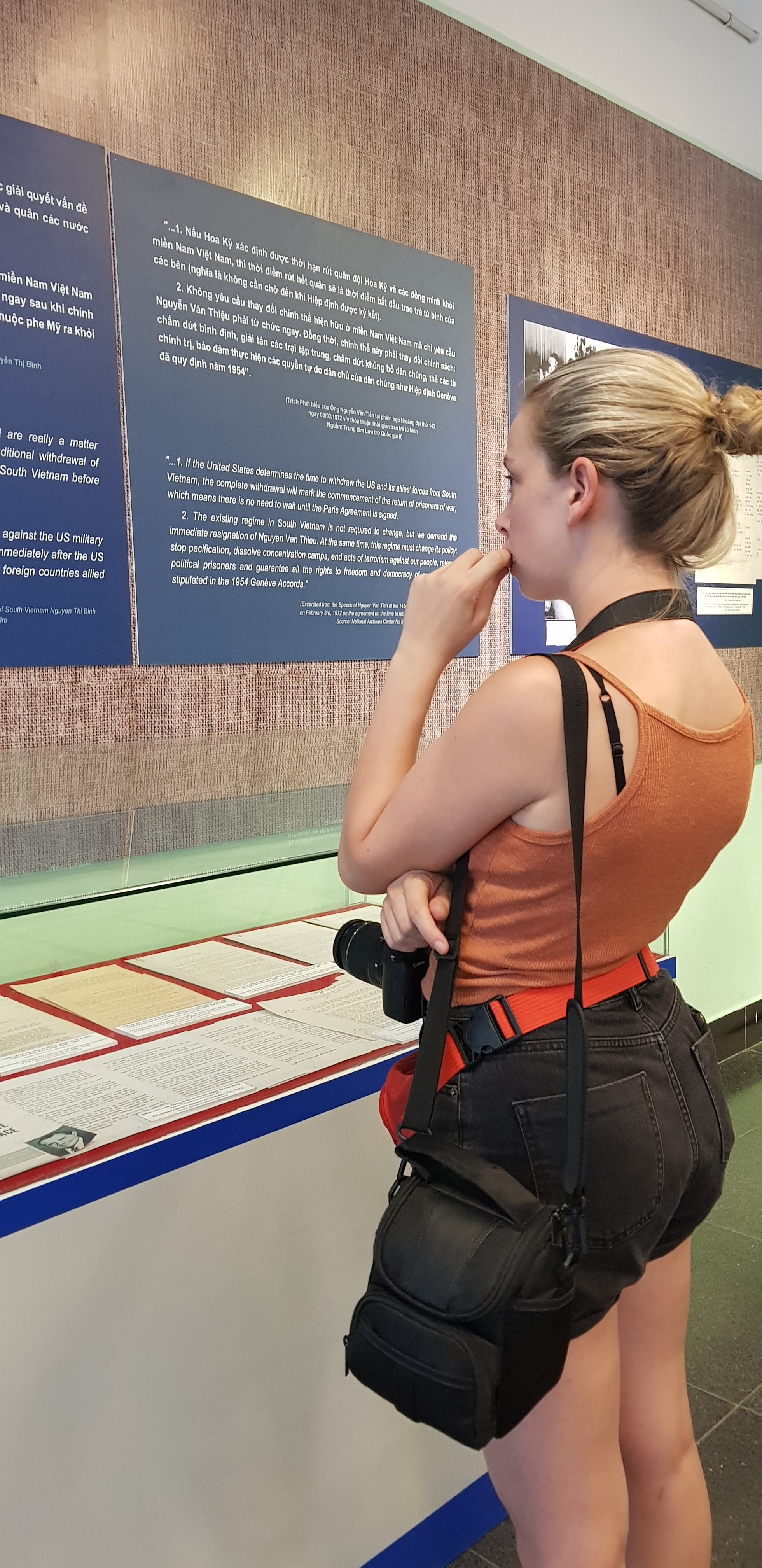
Một nữ du khách nước ngoài đến thăm Bảo tàng chứng tích chiến tranh ở Việt Nam

Du lịch quốc tế (International tourism) là du lịch vượt qua biên giới quốc gia của du khách. Toàn cầu hóa đã làm cho du lịch trở thành một hoạt động giải trí phổ biến toàn cầu. Tổ chức Du lịch Thế giới định nghĩa khách du lịch là những người "đi đến và ở lại những nơi bên ngoài môi trường thông thường của họ trong thời gian không quá một năm liên tục để giải trí, kinh doanh và các mục đích khác". Tổ chức Y tế Thế giới (WHO) ước tính rằng có tới 500.000 người đang trên chuyến bay cùng một lúc. Hàng không hiện đại đã giúp chúng ta có thể di chuyển những quãng đường dài một cách nhanh chóng. 

## Tổng quan
Năm 2010, du lịch quốc tế đạt 919 tỷ đô la Mỹ, tăng 6,5% so với năm 2009, tương ứng với mức tăng thực tế là 4,7%. Năm 2010, có hơn 940 triệu lượt khách du lịch quốc tế trên toàn thế giới. Đến năm 2016, con số đó đã tăng lên 1.235 triệu, tạo ra 1.220 tỷ USD chi tiêu cho điểm đến. Cuộc khủng hoảng COVID-19 đã có những tác động tiêu cực đáng kể đối với du lịch quốc tế, làm chậm đáng kể xu hướng gia tăng chung. Du lịch quốc tế có tác động đáng kể đến môi trường, làm hiện trạng môi trường trở nên trầm trọng hơn một phần do các vấn đề do du lịch hàng không gây ra nhưng cũng do các vấn đề khác, bao gồm cả những khách du lịch giàu có mang theo lối sống hiện đại, yêu cầu tiện nghi cao đã gây áp lực cho cơ sở hạ tầng địa phương, hệ thống nước và rác thải. Do hậu quả của suy thoái cuối những năm 2000, nhu cầu du lịch quốc tế bị suy giảm mạnh từ nửa cuối năm 2008 đến cuối năm 2009. Xu hướng tiêu cực này gia tăng trong năm 2009, trầm trọng hơn ở một số quốc gia do sự bùng phát của vi rút cúm H1N1, dẫn đến sự sụt giảm 4,2% trên toàn thế giới trong năm 2009 xuống còn 880 triệu lượt khách du lịch quốc tế và 5,7% doanh thu du lịch quốc tế giảm sút.